# Tate Ellington
James Tate Ellington (* 17. April 1979 in Madison, Mississippi) ist ein US-amerikanischer Schauspieler.

## Leben
Tate Ellington wurde im Jahr 1979 als Sohn des Ehepaares Deborah und James Ellington, Besitzern eines Wohnbauunternehmens, geboren. Er studierte an der University of Mississippi in Oxford. Am 19. Mai 2012 heiratete er Chrissy Fiorilli.
Seine Karriere als Schauspieler begann Ellington im Jahr 2004 mit einer Rolle im Kurzfilm Lower East Side. Seinen ersten Auftritt in einer Fernsehserie hatte er 2009 in einer Folge der Serie The Unusuals. 2010 ergatterte Ellington die Rolle des Aidan Hall im Film Remember Me – Lebe den Augenblick neben Robert Pattinson. Seitdem folgten diverse Gastauftritte, unter anderem in Psych, Navy CIS: L.A., The Walking Dead und Parenthood. 2015 hatte er eine wiederkehrende Rolle in der dritten Staffel der Serie The Mindy Project inne. In der Serie Quantico verkörperte er seine erste Hauptrolle mit der Rolle des Simon Asher. Mit Ende der ersten Staffel schied er jedoch handlungsbedingt aus der Serie aus. 2016 hatte er eine Nebenrolle in der siebten Staffel der Serie Shameless.

## Filmografie (Auswahl)
- 2009: Taking Chance
- 2009: The Unusuals (Fernsehserie, Folge 1x03)
- 2010: Good Wife (The Good Wife, Fernsehserie, Folge 1x11)
- 2010: Remember Me – Lebe den Augenblick (Remember Me)
- 2012: Wolfpack of Reseda (Fernsehserie, 6 Folgen)
- 2012: Apartment 23 (Don’t Trust the B---- in Apartment 23, Fernsehserie, 2 Folgen)
- 2012: The Glades (Fernsehserie, Folge 3x01)
- 2013: Psych (Fernsehserie, Folge 7x09)
- 2014: Navy CIS: L.A. (NCIS: Los Angeles, Fernsehserie, Folge 5x18)
- 2014: Bad Teacher (Fernsehserie, Folge 1x12)
- 2014: The Walking Dead (Fernsehserie, 2 Folgen)
- 2014: Castle (Fernsehserie, Folge 7x03)
- 2014: Parenthood (Fernsehserie, Folge 6x05)
- 2014: The Britishes (Miniserie, 2 Folgen)
- 2015: The Mindy Project (Fernsehserie, 4 Folgen)
- 2015: The Big Bang Theory (Fernsehserie, Folge 8x19)
- 2015: Hot in Cleveland (Fernsehserie, Folge 6x19)
- 2015: Straight Outta Compton
- 2015: Sinister 2
- 2015–2016: Quantico (Fernsehserie, 22 Folgen)
- 2016: Rosewood (Fernsehserie, Folge 2x02)
- 2016: The Blacklist (Fernsehserie, Folge 4x03)
- 2016: Shameless (Fernsehserie, 6 Folgen)
- 2017: The Endless
- 2020: Lincoln Rhyme: Der Knochenjäger (Lincoln Rhyme: Hunt for the Bone Collector, Fernsehserie)
- 2023: Maggie Moore(s)
- 2023: Eine Frage der Chemie (Lessons in Chemistry, Fernsehserie)